# Itay Segev
Itay Segev (en hebreo, איתי שגב, Kfar Tavor, 15 de junio de 1995) es un baloncestista israelí que pertenece a la plantilla del Ironi Nes Ziona de la Ligat Winner. Con 2,03 metros de estatura, juega en la posición de ala-pívot.

## Trayectoria

### Primeros años
Segev se formó en el prestigioso Instituto Wingate situado en Netanya. En 2012 fue convocado para participar en el campus Basketball Without Borders, que organizan conjuntamente la NBA y la FIBA para jóvenes promesas del baloncesto. Ese mismo año firmó contrato con el Maccabi Tel Aviv por seis temporadas, para integarse en las categorías inferiores del club.

### Profesional
Ya en su primera temporada alternó su participación en el equipo junior con esporádicas apariciones en el primer equipo, llegando a jugar en ocho partidos, en los que promedió 1,1 puntos.
Las dos temporadas siguientes sería cedido a otros equipos. Primero al Hapoel Holon y en 2014 al Hapoel Gilboa Galil. El Maccabi lo repescó en 2015, con los que disputó su primera temporada completa con el primer equipo, promediando 5,4 puntos y 5,0 rebotes por partido.
En la temporada 2021-22, firma por el Hapoel Jerusalem B.C. de la Ligat Winner.